# Луличка
Луличка (болг. Луличка) — село в Болгарии. Находится в Кырджалийской области, входит в общину Крумовград. Население составляет 301 человек.

## Политическая ситуация
В местном кметстве Луличка, в состав которого входит Луличка, должность кмета (старосты) исполняет Селяхтин  Осман Джелил (Движение за права и свободы (ДПС)) по результатам выборов правления кметства.
Кмет (мэр) общины Крумовград — Себихан Керим Мехмед (Движение за права и свободы (ДПС)) по результатам выборов в правление общины.